# Erik Sundblad (militär)
Erik Wilhelm Sundblad, född den 24 mars 1885 i Falun, död den 1 oktober 1956 i Djursholm, var en svensk sjömilitär och företagsledare. Han var son till Knut Sundblad.
Sundblad bedrev skolstudier i Uppsala till 1899 och genomgick därefter Sjökrigsskolan. Han avlade sjöofficersexamen 1906 och blev löjtnant i flottan 1908. Sundblad genomgick Tekniska högskolan 1908–1910, Sjökrigshögskolan 1911–1912 och dess fortsättningskurs 1913–1914. Sundblad var kadettofficer vid Sjökrigsskolan 1911–1915 och tjänstgjorde inom marinförvaltningen och marinstaben 1910–1911, 1912–1913 samt 1916–1917. Sundblad befordrades till kapten 1916, i reserven 1917, och till kommendörkapten av andra graden i marinen 1937. Han var chef för Svenska kullagerfabrikens Stockholmskontor 1918-1919, verkställande direktör för Ruths accumulatoraktiebolag 1919–1923, för aktiebolaget Ljungströms ångturbin 1923–1927, för aktiebolaget Lindholmen-Motala 1927–1932 och för Ackumulatorfabriksaktiebolaget Tudor 1932–1948. Sundblad var initiativtagare till och huvudman för Kungafonden.  Han invaldes som korresponderande ledamot av Örlogsmannasällskapet 1935. Sundblad blev riddare av Svärdsorden 1935 och av Vasaorden 1939 samt kommendör av andra klassen av sistnämnda orden 1945. Han vilar på Djursholms begravningsplats.